# Baltora
Baltora är en bebyggelse i Frötuna socken i Norrtälje kommun, Stockholms län. SCB avgränsade här en småort från 1990 till 2023. Vid avgränsningen 2023 klasades den som en tätort och sammanväxt med småorten Brantbacken.